# کارلوتا ناتولی
کارلوتا ناتولی (ایتالیایی: Carlotta Natoli؛ زادهٔ ۲۹ مهٔ ۱۹۷۱) بازیگر اهل ایتالیا است.
او در سال ۱۹۹۵ بابت هنرنمایی در فیلم «تابستان بابی چارلتون» نامزد دریافت روبان نقره‌ای بهترین بازیگر نقش مکمل زن شد.
از فیلم‌ها یا مجموعه‌های تلویزیونی که وی در آن‌ها نقش داشته است، می‌توان به معجزه ایتالیایی، دوستان صمیمی و حوزه استحفاظی اشاره نمود.